# Philipp Jarnach
Philipp Jarnach est un pianiste et compositeur allemand, d'origine française, né à Noisy-le-Sec le 26 juillet 1892 et décédé à Börnsen, près de Hambourg, le 17 décembre 1982.

## Biographie
Son père était le dessinateur-sculpteur d'origine catalane Esteban (Etienne) Jarnach, entre autres célèbre pour sa participation au Carnaval de Nice. Il fit ses études à Paris auprès d'Édouard Risler (piano) et d'Albert Lavignac (harmonie). Durant la Première Guerre mondiale, Jarnach, marié à une Allemande, répudia la nationalité française et se réfugia en Suisse où il enseigna la composition à Zurich. Il y rencontra Ferruccio Busoni avec qui il se lia d'amitié, et, lorsque celui-ci mourut en 1924, il acheva son opéra Doktor Faust, créé à Dresde l'année suivante. À partir de 1927, il fut professeur à Cologne, puis directeur de la Musikhochschule de Hambourg de 1949 à 1959, tout en y enseignant la composition jusqu'en 1970.
Parmi ses élèves figurent Kurt Weill, Otto Luening, Wilhelm Maler, Bernd Alois Zimmermann, Jürg Baur, Eberhard Werdin et Nikos Skalkottas.
Il est le père de l'acteur Wolfgang Jarnach et du musicien et comédien Franz Jarnach. Il est également le frère de la comédienne Simone Jarnac.

## Œuvres (sélection)
- Quintette à cordes (1920)
- Sinfonia brevis, opus 14
- 3 pièces pour piano (Ballabile, sarabande, burlesca) (1924)
- Quatuor à cordes, opus 16 (1924)
- 2 sonates pour violon et piano
- Sonatine pour violoncelle et piano
- Sonatine pour flûte et piano
- Musik zum Gedächtnis der Einsamen, pour quatuor à cordes et orchestre à cordes (1952)

## Honneurs
- Prix Bach de la Ville libre et hanséatique de Hambourg (1954)[3]

## Sources
Cet article a été rédigé d'après l'article en anglais de Wikipedia et le dictionnaire de la musique de Marc Honegger (Bordas, 1986)